# Expedition ins Gehirn
Expedition ins Gehirn ist eine dreiteilige Wissenschaftsdokumentation aus dem Jahr 2005, die am 20. Februar 2006 auf ARTE erstausgestrahlt wurde.
Die Dokumentation thematisiert das Phänomen der Savants (auch Inselbegabte genannt), Menschen mit extrem hoher kognitiver Leistungsfähigkeit in einem eng definierten Bereich („Insel“), die oftmals einhergeht mit einer kognitiven Behinderung, wodurch permanente Betreuung im Alltag erforderlich ist.
Die gezeigten Savants verfügen überwiegend über großartige Fähigkeiten in der deklarativen Gedächtnisleistung. Weitere Bereiche sind Kopfrechenkunst, fotografisches Gedächtnis, Musik, Zeichnen und Kommunikation zu Tieren.

## Die drei Teile

### Zum Aufbau
Jeder der drei Teile ist etwa 45 Minuten lang und nach dem gleichen Schema aufgebaut: Die Lebensgeschichte von insgesamt elf Savants wird geschildert, wobei sowohl Angehörige und Experten aus Kognitions- und Neurowissenschaften als auch die Betroffenen selbst (sofern möglich) zu Wort kommen. Darin eingeflochten sind Beiträge, die den Erzähler Ben Gash zeigen, der als Testperson den typischen Durchschnittsmenschen verkörpert und für den interessierten Laien die komplexen Zusammenhänge anschaulich vermittelt.
Die gezeigten Savants sind Kim Peek, Rüdiger Gamm, Matt Savage, Stephen Wiltshire, Orlando Serrell, Temple Grandin, Howard Potter, Alonzo Clemens, Tommy McHugh, Gilles Tréhin und Catherine Mouet.
Unter den mitwirkenden Experten sind der australische Hirnforscher Allan Snyder, der amerikanische Autismusforscher Darold Treffert, der irische Psychiater Michael Fitzgerald, der britische Psychologe Simon Baron-Cohen und der deutsche Biologe Gerhard Roth.

### Teil 1 – Gedächtnis-Giganten
Zu Beginn des ersten Teils wird Kopfrechenkünstler Rüdiger Gamm, der als einziger der gezeigten Savants kein Autist ist, gezeigt. Hervorzuheben an der Leistung der Savants ist, dass viele von ihnen zu Dingen in der Lage sind, die sie nie selbst gelernt haben. So brachte sich der sechsjährige Matt Savage über Nacht selbst das Klavierspielen bei. Die Geschichte von Orlando Serrell, der mit zehn Jahren von einem Baseball am Kopf getroffen wurde und daraufhin Savant-Fähigkeiten entwickelte (ein sogenannter "acquired savant"), beweist in den Augen von Allan Snyder, dass savant-ähnliche Fähigkeiten in jedem Menschen schlummern, die jedoch vom Gehirn absichtlich unterdrückt werden.
Der Gedächtnisspezialist Kim Peek, genannt „Kimputer“, galt als „Mega-Savant“ und diente als Vorbild für Dustin Hoffmans Rolle in dem Filmdrama Rain Man. Er konnte 99 % der über 12000 von ihm gelesenen Bücher exakt reproduzieren. Sein fehlendes Corpus callosum (das den Austausch zwischen den beiden Gehirnhälften ermöglicht) erlaubte es ihm, zwei Seiten eines Buches parallel zu lesen – eine mit jedem Auge.

### Teil 2 – Der Einstein-Effekt
Der zweite Teil konzentriert sich mehr auf Kreativität. Allan Snyder vertritt die kontroverse These, dass der Schlüssel zur herausragenden Kreativität von Savants wie Matt Savage oder Stephen Wiltshire (Künstler, der bereits als Kind intuitiv perspektivisch korrekt zeichnete) die Tatsache ist, dass „Savants die Welt sehen, wie sie wirklich ist – nicht wie wir durch das Raster unserer bisherigen Erfahrungen“. Der Grund dafür ist, dass scheinbar die Filtersysteme, mit denen normale Menschen Wichtiges von Unwichtigem unterscheiden, bei Savants nicht funktionieren. Somit entsteht die Kreativität einiger Savants dadurch, dass sie in ungewohnte Richtungen denken, gerade weil sie nicht voreingenommen sind, weil sie nicht die bisherigen Erfahrungen mit der aktuellen Situation verknüpfen.
Bei Analyse der Gehirne von zahlreichen Genies der letzten Jahrhunderte kommt der Psychiater Michael Fitzgerald zu dem Schluss, dass die mangelnde Vernetzung der Gehirnareale der ausschlaggebende Faktor für die herausragende Kreativität von Wissenschaftlern wie Albert Einstein war.
In Experimenten an der Universität Sydney versucht Allan Snyder paradoxerweise, bei Versuchspersonen Teile des Gehirns zeitweilig zu lähmen, um größere Kreativität bei kreativen Aufgaben wie Zeichnen zu erzeugen: „Faszinierend“, sagt Snyder, „dass man Teile unseres Gehirns abschalten muss, damit unsere schöpferischen Kräfte sich entfalten können.“

### Teil 3 – Der große Unterschied
Im Fokus des letzten Teils liegt der Unterschied im Gehirn von Männern und Frauen. Bei Auseinandersetzung mit dem Savant-Syndrom fällt auf, dass sechs von sieben Inselbegabten männlich sind. Psychiater Michael Fitzgerald ist überzeugt, dass dies der Grund ist, warum die bedeutendsten wissenschaftlichen Beiträge der letzten Jahrhunderte überwiegend von Männern kamen. Zudem vertritt er die These, Savants hätten die ersten primitiven Werkzeuge der Urzeitmenschen erschaffen und beispielsweise das Rad erfunden.
Dem Psychologen Simon Baron-Cohen zufolge ist das Gehirn eines Autisten perfekt angepasst an das Informationszeitalter, weil es wesentlich präziser und rationaler denkt.

## Auszeichnungen
Expedition ins Gehirn wurde für den Deutschen Fernsehpreis 2006 in der Kategorie „Beste Dokumentation/Reportage“ sowie für den Adolf-Grimme-Preis 2007 in der Kategorie „Information & Kultur“ nominiert.

## Hintergrund
Das Dortmunder Unternehmen colourFIELD tell-a-vision (Inhaber Petra Höfer und Freddie Röckenhaus) produzierte die Dokumentation im Auftrag von Radio Bremen und ARTE. Die Filmreihe entstand in Zusammenarbeit mit dem WDR, dem MDR, RAI, RTE, UR und EBU. Gedreht wurde in Deutschland, Frankreich, USA, Australien, Italien, Irland und Großbritannien. Die Dokumentation wurde durchgängig in HDTV (720p-Auflösung) aufgenommen. Sie enthält außerdem 3D-Animationen, die auf computertomographischen Daten der im Film gezeigten Personen basieren. Die Animationen wurden vom New Yorker Unternehmen Anatomical Travelogue produziert.